# Saint-Pierre-Tarentaine
Saint-Pierre-Tarentaine ist eine ehemalige französische Gemeinde mit 355 Einwohnern (Stand 1. Januar 2022), den Saint-Pierrais, im Département Calvados in der Region Normandie.
Am 1. Januar 2016 wurde Saint-Pierre-Tarentaine im Zuge einer Gebietsreform zusammen mit 19 benachbarten Gemeinden, die wie Saint-Pierre-Tarentaine alle dem aufgelösten Gemeindeverband Bény-Bocage angehörten, als Ortsteil in die neue Gemeinde Souleuvre en Bocage eingegliedert.

## Geografie
Saint-Pierre-Tarentaine liegt rund 17 Kilometer nordnordwestlich von Vire-Normandie und 31 Kilometer südöstlich von Saint-Lô.

## Bevölkerungsentwicklung
| Jahr                             | 1793 | 1836 | 1876 | 1926 | 1946 | 1968 | 1990 | 2013 |
| Einwohner                        | 713  | 747  | 554  | 413  | 393  | 364  | 276  | 366  |
| Quelle: Cassini, EHESS und INSEE |      |      |      |      |      |      |      |      |

## Sehenswürdigkeiten

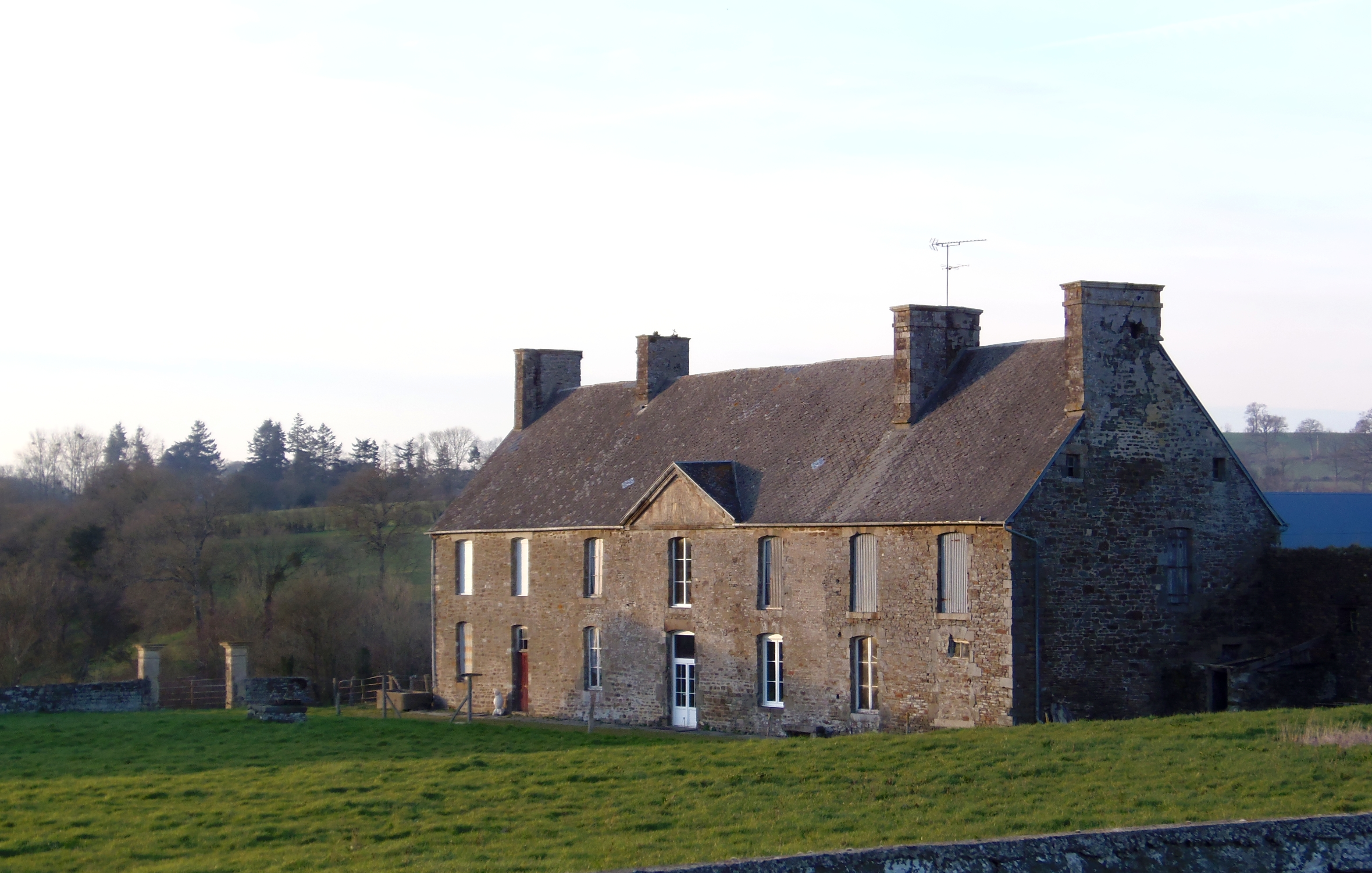
Herrenhaus

- Kirche Saint-Pierre aus dem 17./18. Jahrhundert
- Herrenhaus aus dem 17. Jahrhundert